# Полтавські галушки

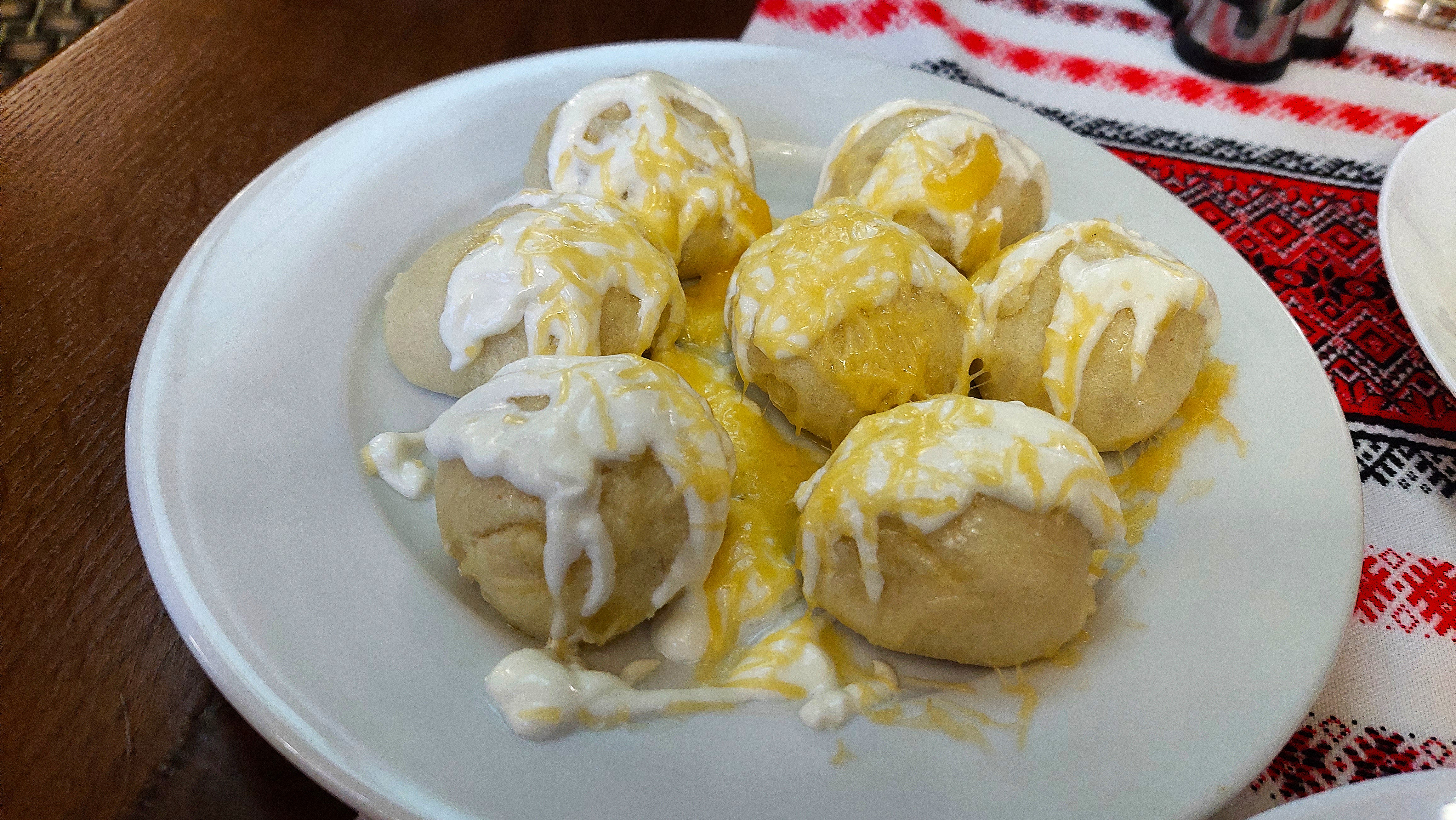
Полтавські галушки з сиром та сметаною

Полтавські галушки (галушка від «галка», «кулька») — загальнонаціональна страва, символ Полтави, що набув свого значення завдяки літературі. Полтавські галушки згадуються в битві під Полтавою, завдяки творам Миколи Гоголя та Івана Котляревського.
Полтавська галушка має особливість у приготуванні, бо готується на пару.

## Історія страви
Етнологи, які досліджували виникнення та історію приготування галушок виявили, що раніше галушки готували з борошна більш грубого помелу, ніж те борошно, що використовують сьогодні для приготування цієї страви. Рецепт галушок також зазнав змін. З XVI століття полтавські галушки готувались на паровій бані.
1 квітня 2006 року було встановлено пам'ятник галушці в Полтаві, а також було присвячено гімн.
З 2008 року полтавська галушка присутня у Книзі рекордів України, з вагою 10 кг, та діаметром 43 см.

## Рецепт страви

### Інгредієнти
Найчастіше до рецепту тіста для полтавських галушок входить кефір (500 мілілітрів), сода, борошно. Для фаршу використовують м'ясо, часник.

#### Приготування
Просіяти борошно та додати решту інгредієнтів: соду, сіль та кефір. Замісити однорідне тісто, накрити його рушником та дати постояти 30-40 хвилин.
Курячу грудку відварити у підсоленій воді та розділити на дрібні шматочки. Почистити та подрібнити часник.
Викласти тісто для галушок на присипану борошном поверхню. Розділити на кілька частин та сформувати ковбаски, які потрібно нарізати на частини.
Полтавські галушки традиційно готуються на пару.
Подають страву разом зі сметаною, часником та відвареною курячою грудкою. Галушки можуть додаватися у супи та борщі. Галушки можуть подаватись як самостійна страва з грибним соусом чи шкварками.

## Галерея

Полтавські гашуки з м'ясом
Пам'ятник полтавській гілушці